# Svenska kyrkans diakonistyrelse
Svenska kyrkans diakonistyrelse, från 1966 kallad Svenska kyrkans centralråd för evangelisation och församlingsarbete (CEF), var ett organ inom Svenska kyrkan. Det grundades 1910 som ett offentligträttsligt reglerat organ under kyrkomötet i Svenska kyrkan med målet att vara ett inspirations- och serviceorgan för församlingarna för deras icke-lagreglerade verksamhet, det så kallade frivilliga församlingsarbetet. Bakgrunden fanns bland annat i den framväxande så kallade församlingsrörelsen. CEF upphörde 1984 i samband med en omstrukturering. Verksamheten överfördes då till andra organ inom Svenska kyrkan.

## Historik
Sin teologiska bakgrund hade Diakonistyrelsen i Olof Holmströms folkkyrkoprogram, som byggde vidare på lundahögkyrklighetens program (nylutherdom), främst spritt genom föreningen Kyrkans Vänner.
Senare kyrkohistorisk forskning har kunnat avvisa den tidigare spridda åsikten att ungkyrkorörelsens verksamhet och Einar Billings folkkyrkotanke skulle ha legat till grund för Diakonistyrelsens tillkomst och första verksamhet.
Det var det akademiska begreppet diakonik som låg till grund för sammansättningen Diakonistyrelsen. Detta begrepp från den praktiska teologin hade utforskats av Olof Holmström i relation till begreppet evangelistik som utforskades av Henry Tottie. Evangelistiken var idéer om ett modernt kyrkoliv som kunde knytas till den yttre missionen i främmande land, den verksamhet som Svenska kyrkans missionsstyrelse bedrev. Diakoniken var idéer om modern församlingsvård efter främst tyska mönster som bedrevs som inre mission, i det egna landet. Det var i den betydelsen begreppet kom att användas i sammansättningen diakonistyrelsen. Eftersom Diakonistyrelsen inte arbetade med diakoni i dess vedertagna form - det skedde vid särskilda kyrkliga diakoniinstitutioner såsom t.ex.  Ersta diakoni i Stockholm – ledde namnet till förväxlingar. År 1966 bytte man namn till Svenska kyrkans centralråd för evangelisation och församlingsarbete (CEF), som tydligt talade om vad det var fråga om. Vid den strukturella omläggningen av de centrala kyrkoorganen 1984 överfördes CEF:s verksamhet på en rad olika organ inom Svenska kyrkan, främst Svenska kyrkans församlingsnämnd.

## Verksamhet
Vid Diakonistyrelsens expedition anställdes präster och lekmän som "sekreterare" för olika ändamål och för att inspirera församlingar och stift genom besök och föredrag och att gå församlingarna tillhanda med olika typer av material för gudstjänstlivet, trosundervisning och bibelstudier, för kyrkobrödrarörelsen, söndagsskolarbetet, konfirmandsverksamheten, ungdomsarbetet, syföreningsverksamheten och studiecirkelverksamhet med mera. Diakonistyrelsens förankring i församlingarna säkrades dock av det finmaskiga nät av stiftsombud ute i församlingarna.
För skriftspridning och tidningsutgivning grundades Svenska kyrkans diakonistyrelses bokförlag (SKDB), en av föregångarna till de senare förlagen Verbum och Cordia. Verbum ger fortfarande ut ett brett urval av kyrklig litteratur, däribland psalmböcker, koralböcker, kyrkorättslig litteratur. Förlaget hade också en mera allmän bokutgivning med romaner, reseskildringar, kokböcker med mera. Diakonistyrelsen utgav också veckotidningen Församlingsbladet, senare kallad Vår kyrka, med de vanliga, kyrkligt engagerade människorna som bred målgrupp, det vill säga samma breda målgrupp som diakonistyrelsen ville underlätta för församlingarna att nå genom olika lekmannaverksamheter. Den ombildades 1982 till Kyrkans tidning, som alltjämt utkommer, numera som en tidning främst för kyrkans personal och förtroendevalda.

## Organisation
Svenska kyrkans diakonistyrelses styrelse (liksom styrelsen för CEF) utsågs av kyrkomötet, varvid ärkebiskopen var självskriven ordförande. Verksamheten leddes av en direktor och var reglerad i en stadga utfärdad av Kunglig Majestät. Diakonistyrelsen/CEF utgjorde tillsammans med Svenska kyrkans missions styrelse och Svenska kyrkans sjömansvårdsstyrelse de så kallade centrala kyrkliga styrelserna" med likartad reglering och samma styrelseform. Styrelsen bildade också ett antal utskott med särskilda inriktningar som verkade på styrelsens uppdrag, initialt ett ungdomsvårdsutskott, ett socialt utskott, ett skriftutskott och ett ekonomiutskott. Antalet utskott utökades under 1920-talet till att även omfatta ett utskott för kyrklig konst, andlig vård i armén och radio. Under 1930-talet tillsattes därtill en scoutnämnd, filmnämnd och söndagsskolnämnd. Under andra världskriget tillsattes också ett tillfälligt utskott för den andliga beredskapen.